# Nicolaes Tulp
Nicolaes Tulp (nascido como Claes Pieterszoon; Amsterdã, 9 de outubro de 1593 — Amsterdã, 12 de setembro de 1674) foi um médico e político neerlandês, sendo o primeiro a descrever clinicamente o beribéri em 1652.
Sua aula de anatomia de 31 de janeiro de 1632 é o tema da obra "A Lição de Anatomia do Dr. Tulp", pintada por Rembrandt e considerada uma de suas obras-primas.
Em 1641, Tulp publicou sua obra Observationes Medicae, na qual descreveu detalhadamente 231 casos de doenças e de óbitos.
Tulp foi presidente da guilda dos cirurgiões de Amsterdã e por quatro vezes prefeito de Amsterdã.